# Kougoumti (Mayo-Baléo)
Pour les articles homonymes, voir Kougoumti.
Kougoumti (Mayo-Baléo) est un village de la commune de Mayo-Baléo situé dans la région de l'Adamaoua et le département du Faro-et-Déo, à proximité de la frontière avec le Nigeria.

## Population
En 1971, Kougoumti (Mayo-Baléo) comptait 184 habitants, principalement Koutine (ou Pere).
Lors du recensement de 2005, le village comptait 509 personnes, 242 de sexe masculin et 267 de sexe féminin.